# FINA Water Polo World League 2005 (femminile)
La 2ª edizione femminile della World League di pallanuoto, organizzata dalla FINA, si è svolta tra il 30 giugno ed il 21 agosto 2005.
Hanno preso parte al turno di qualificazione 12 formazioni, divise in due gironi da sei disputati in due turni. Le prime quattro di ciascun girone hanno conquistato la qualificazione alla cosiddetta Super Final, disputatasi ad agosto a Kiriši, in Russia.

## Turno di qualificazione

### Gruppo A
- 29 giugno - 3 luglio: La Jolla,  Stati Uniti
- 6 - 10 luglio: Long Island,  Stati Uniti

|    | Squadra     | Pti | G  | V | N | P | GF | GS  | Diff |
| -- | ----------- | --- | -- | - | - | - | -- | --- | ---- |
| 1. | Stati Uniti | 25  | 10 | 8 | 0 | 2 | 84 | 45  | +39  |
| 2. | Canada      | 24  | 10 | 8 | 0 | 2 | 83 | 63  | +20  |
| 3. | Australia   | 22  | 10 | 6 | 0 | 4 | 83 | 49  | +34  |
| 4. | Grecia      | 22  | 10 | 6 | 0 | 4 | 77 | 61  | -16  |
| 5. | Brasile     | 12  | 10 | 1 | 0 | 9 | 34 | 86  | -52  |
| 6. | Germania    | 12  | 10 | 1 | 0 | 9 | 51 | 108 | -57  |

### Gruppo B
- 29 giugno - 3 luglio: Kiriši,  Russia
- 6 - 10 luglio: Gubbio,  Italia

|    | Squadra     | Pti | G  | V | N | P  | GF  | GS  | Diff |
| -- | ----------- | --- | -- | - | - | -- | --- | --- | ---- |
| 1. | Ungheria    | 28  | 10 | 9 | 0 | 1  | 111 | 64  | +47  |
| 2. | Russia      | 24  | 10 | 8 | 0 | 2  | 99  | 75  | +24  |
| 3. | Italia      | 22  | 10 | 6 | 0 | 4  | 105 | 75  | +30  |
| 4. | Paesi Bassi | 17  | 10 | 4 | 0 | 6  | 75  | 77  | -2   |
| 5. | Spagna      | 15  | 10 | 3 | 0 | 7  | 82  | 83  | -1   |
| 6. | Francia     | 10  | 10 | 0 | 0 | 10 | 44  | 142 | -98  |

## Super Final
Le otto qualificate sono state inserite in due gironi da quattro, al termine dei quali si sono giocate direttamente le finali.

### Fase preliminare

#### Gruppo A
|    | Squadra     | Pti | G | V | N | P | GF | GS | Diff |
| -- | ----------- | --- | - | - | - | - | -- | -- | ---- |
| 1. | Russia      | 7   | 3 | 3 | 0 | 0 | 45 | 35 | +10  |
| 2. | Australia   | 7   | 3 | 2 | 0 | 1 | 36 | 30 | +6   |
| 3. | Stati Uniti | 5   | 3 | 1 | 0 | 2 | 37 | 29 | +6   |
| 4. | Paesi Bassi | 3   | 3 | 0 | 0 | 3 | 17 | 41 | -24  |

- 18 agosto

| Paesi Bassi | 3 - 13        | Stati Uniti |
| Australia   | 13 - 14 (rig) | Russia      |

- 19 agosto

| Australia | 11 - 10 | Stati Uniti |
| Russia    | 16 - 8  | Paesi Bassi |

- 20 agosto

| Russia    | 15 - 14 (rig) | Stati Uniti |
| Australia | 12 - 6        | Paesi Bassi |

#### Gruppo B
|    | Squadra  | Pti | G | V | N | P | GF | GS | Diff |
| -- | -------- | --- | - | - | - | - | -- | -- | ---- |
| 1. | Grecia   | 8   | 3 | 3 | 0 | 0 | 31 | 19 | +12  |
| 2. | Ungheria | 7   | 3 | 2 | 0 | 1 | 31 | 16 | +15  |
| 3. | Canada   | 5   | 3 | 1 | 0 | 2 | 24 | 23 | +1   |
| 4. | Italia   | 3   | 3 | 0 | 0 | 3 | 14 | 40 | -26  |

- 18 agosto

| Ungheria | 4 - 6 | Grecia |
| Italia   | 2 - 9 | Canada |

- 19 agosto

| Ungheria | 16 - 6       | Italia |
| Grecia   | 10 - 9 (rig) | Canada |

- 20 agosto

| Ungheria | 11 - 4 | Canada |
| Grecia   | 15 - 6 | Italia |

### Finali
- 21 agosto

#### 7º posto
| Paesi Bassi | 11 - 6 | Italia |

#### 5º posto
| Stati Uniti | 6 - 3 | Canada |

#### 3º posto
| Australia | 6 - 4 | Ungheria |

#### 1º posto
| Russia | 10 - 13 | Grecia |

## Classifica finale
| Pos. | Squadra     |
| ---- | ----------- |
|      | Grecia      |
|      | Russia      |
|      | Australia   |
| 4    | Ungheria    |
| 5    | Stati Uniti |
| 6    | Canada      |
| 7    | Paesi Bassi |
| 8    | Italia      |

## Classifica marcatrici
|  | Gol | Marcatore         | Squadra     |
|  | --- | ----------------- | ----------- |
|  | 31  | Antigoni Roumpesi | Grecia      |
|  | 31  | Elena Smurova     | Russia      |
|  | 28  | Rita Dravucz      | Ungheria    |
|  | 28  | Kate Gynther      | Australia   |
|  | 27  | Anikó Pelle       | Ungheria    |
|  | 23  | Dora Kisteleki    | Ungheria    |
|  | 23  | Manuela Zanchi    | Italia      |
|  | 20  | Blanca Gil        | Spagna      |
|  | 20  | Rianne Guichelaar | Paesi Bassi |
|  | 20  | Sof'ja Konuch     | Russia      |